# 愛媛県立今治北高等学校大三島分校
愛媛県立今治北高等学校大三島分校（えひめけんりついまばりきたこうとうがっこうおおみしまぶんこう）は、愛媛県立今治北高等学校の愛媛県今治市大三島に所在する分校である。

## 概観
島内唯一の県立高校である。

## 沿革
- 1948年 - 愛媛県立大三島高等学校並びに瀬戸崎分校設立認可。
- 1954年 - 瀬戸崎分校廃止。
- 2005年 - 愛媛県立今治北高等学校大三島分校となる。
- 2019年 - 通学区域外からの入学者枠（愛媛県外を含む）を定員の15 % 以内に拡大する（通常は5 % 以内）[2][1]。